# Raoul Schollhammer
Raoul Andre Schollhammer (Pargny-sur-Saulx, 4 febbraio 1932 – Sète, 18 febbraio 2022) è stato un allenatore di calcio e calciatore francese, di ruolo difensore.

## Biografia
Nato a Pargny-sur-Saulx, è morto a Sète all'età di 90 anni.

## Caratteristiche tecniche
Era un terzino destro.

## Carriera
Iniziò la propria carriera nelle file del CA Vitry. Nel 1955 passò allo Stade Reims. Militò nelle file del club biancorosso per due stagioni. In questo periodo vinse una Supercoppa di Francia e fu vicecampione d'Europa nella stagione 1955-1956, in virtù della finale di Coppa dei Campioni persa dal club francese contro il Real Madrid. Dopo due stagioni allo Stade Reims, nel 1958 si trasferì al Nancy. Nel 1960 passò al Grenoble. L'anno successivo tornò al Nancy. Nel 1963 passò al Mazargues, club marsigliese. Con il club marsigliese trascorse otto anni da calciatore e dieci da tecnico.